# Montenegro i olympiska sommarspelen 2016
Montenegro deltog med 34 deltagare vid de olympiska sommarspelen 2016 i Rio de Janeiro. Ingen av landets deltagare erövrade någon medalj.